# Terrassement

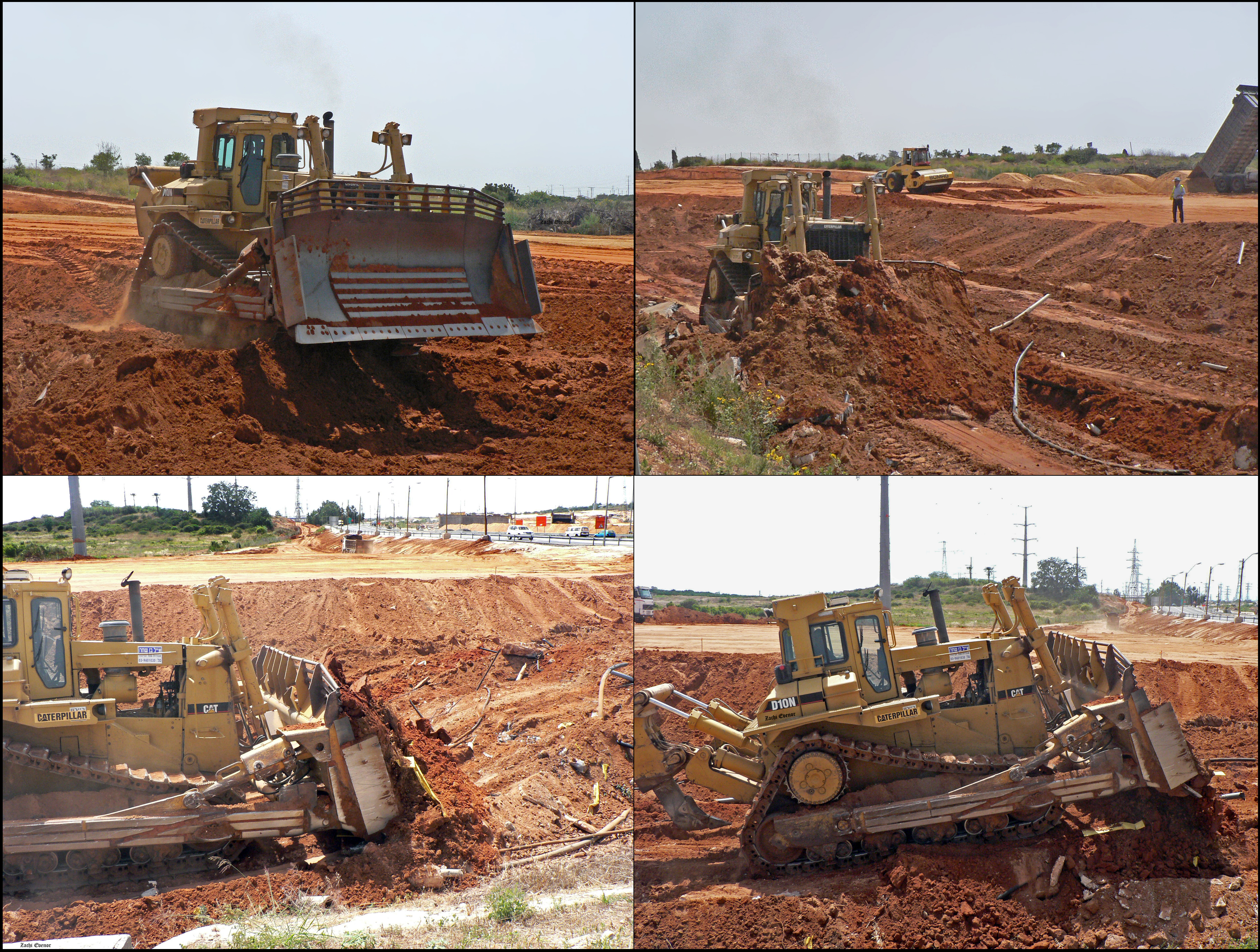
Travaux de terrassement par bulldozer en Cisjordanie.

Le terrassement est le travail consistant à déplacer des quantités importantes de matériaux (sols, roches, sous-produits, etc.). Le remaniement des terrains naturels entraîne une modification généralement définitive de la topographie et du paysage, en créant des ouvrages en terre soit en remblai soit en déblai.
Les travaux de terrassement sont basés sur trois actions principales : l'extraction, le transport, la mise en œuvre. Il peut exister des travaux de grandes ampleurs (travaux routiers, aménagements de plateformes, travaux ferroviaires ou fluviaux, etc.) ou légers (tranchées de réseaux enterrés, aménagements de maisons individuelles, drains, etc.). Le métier est basé sur le retour d'expérience et l'empirisme car ce sont essentiellement des matériaux naturels qui sont remaniés.
Les matériels pouvant être utiles au terrassement sont la pelle, le râteau, la minipelle et surtout le niveau laser.
Le niveau laser est un instrument qui, en projetant un laser dans n'importe quel sens, à un mètre du sol, permet de mettre à niveau le sol (c'est-à-dire à la même hauteur). C'est grâce à cet instrument que l'on peut niveler le sol avec une pelle par exemple.

## Utilité du terrassement

### Construction

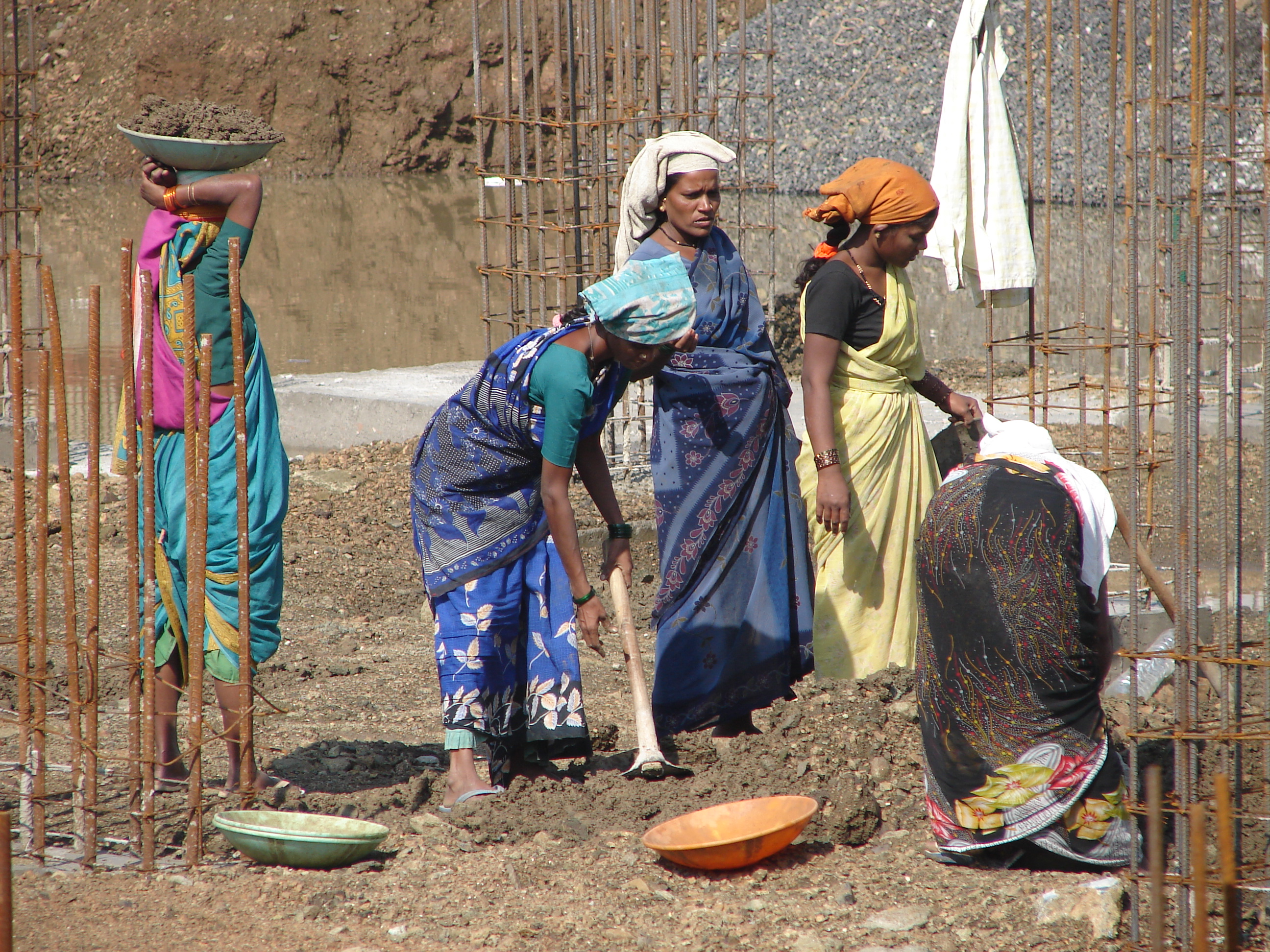
Travaux de terrassement au niveau des fondations en Inde.

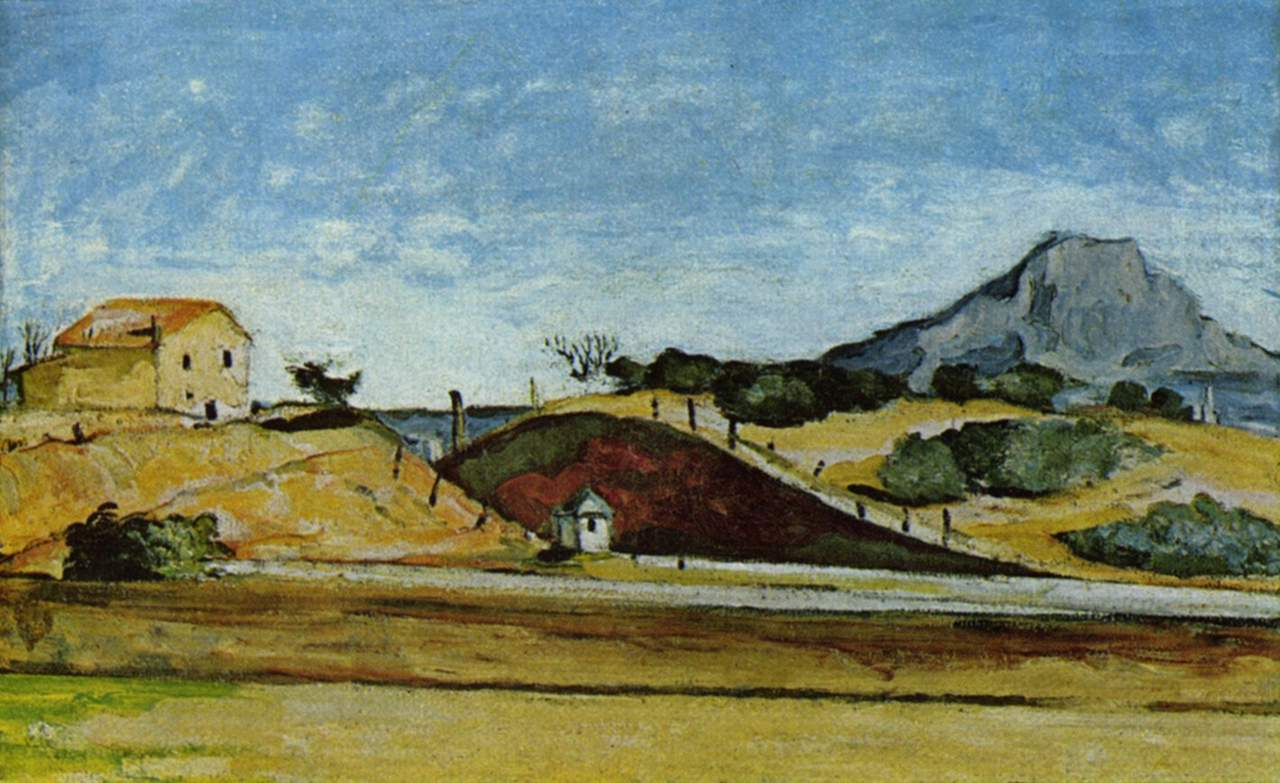
La Tranchée avec la montagne Sainte-Victoire, de Paul Cézanne (1869-1871), illustration d'un travail de terrassement.

Dans la construction, le terrassier est la personne chargée de réaliser les aménagements du sol en vue de réaliser les bases d'un ouvrage (bâtiment, infrastructure de transport, etc.), les déblais et remblais en vue de donner le profil définitif de l'ouvrage.
Cette étape consiste à modifier le relief d’un terrain. Cela passe par le déplacement de quantités importantes de matériaux (sable, terre, graviers...). Le terrassement passe généralement par trois étapes : l’extraction, le transport et la mise en œuvre. De nombreuses machines peuvent être utilisées ces travaux comme : la mini pelle, la pelleteuse, la chargeuse ou encore le bulldozer.
L'entreprise chargée du terrassement peut être amenée à coordonner d'autres tâches associées telles que : maçonneries, descente d'eau, enlèvement des terres, fouilles de puits, pilonnage, reprise de terre végétale, tranchées et blindage, talutage et talutage en gradin, gestion ou valorisation de déchets, etc.
Lors d'un travail de terrassement, le terrassier peut rencontrer des difficultés :
- liées aux matériaux et à la géologie. Ainsi, le travail de terrassement est rendu plus ou moins difficile suivant la consistance des terres en place selon que l'on rencontre du sable, des terrains argileux (marnes compactes, argiles plastiques et glaise franche, limons, etc.), des terrains pierreux, rocheux ou caillouteux, etc. ;
- liées à la météorologie[2] ;
- liées à la conception du projet.

Ces difficultés sont qualifiées d'aléas.

### Génie civil
Peut être employé pour soutenir ou élever une surface (comme dans le cas d'un remblayage routier ou ferroviaire, voire fluvial) ou bien accumuler à l'intérieur d'œuvres de soutien pour renforcer des murs, digues ou fortifications.

### Défense
Déjà employé au XIIIe siècle dans un but défensif, son emploi fut généralisé lorsque apparurent les armes à feu. La masse du terre-plein réussissait à contrecarrer la force d’impact du projectile.

## Terrassement et géotechnique

### Remblai et déblai

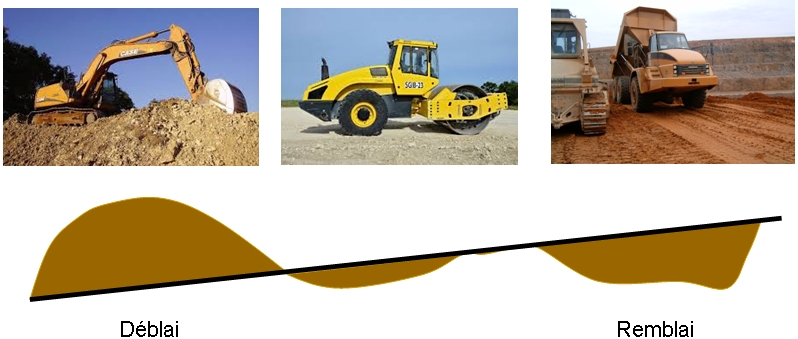
Remblai / déblai et engins

Pour le remblai, la matière employée est sans définition ; cela peut concerner diverses matières comme la terre, le sable, le granulat ou encore la grave de béton recyclée.
Le remblai est l'ajout de terre pour niveler ou élever le sol ; le contraire est le déblai, qui consiste à enlever de la terre pour niveler ou baisser le sol.
Pour calculer la cubature de matériaux à remblayer et déblayer, c'est-à-dire pour effectuer une réduction géométrique d’un solide de matériaux à un cube équivalent en volume, les terrassiers utilisent des approches spécifiques (par exemple, méthode des profils en travers, etc.) et des logiciels dédiés au calcul de volumétrie de terrassement, par exemple, Mensura, AutoCAD Civil ou Covadis.

### Conception du projet de terrassement
Les travaux de terrassement ne peuvent pas souffrir l'improvisation car le travail des matériaux naturels doit être effectué avec des matériels spécifiques, adaptés aux délais et à la qualité de l'ouvrage recherchée. De nombreux documents permettent d'organiser les phases de reconnaissances géotechnique,.

### Gestion et recyclage des terres
Souvent sur les chantiers le rapport déblais/remblais n'est pas équilibré, ce qui impose aux terrassiers d'exporter ou d'importer des terres.
Pour limiter ces mouvements, plusieurs solutions existent : 
- Si le rapport déblais/remblais le permet, le chaulage des terres sur site permet de donner aux déblais les qualités géotechniques suffisantes pour être réemployés directement en remblais.
- Si le rapport déblais/remblais ne le permet pas, le chaulage peut-être effectué sur une plateforme de recyclage à proximité du chantier. Les terres chaulées trouveront alors un usage en remblai sur un autre chantier à proximité.

Le traitement à la chaux sur site ou sur une plateforme de recyclage, permet de valoriser la terre en remblai et ne pas l'envoyer en centre d'enfouissement. Selon les régions la terre non recyclée peut parcourir de grandes distances, c'est le cas notamment en région parisienne où les terres servent majoritairement à remblayer les carrières ayant servi à approvisionner les chantiers parisiens, générant ainsi de grandes quantités de transports avec les impacts associés (pollution atmosphérique, émissions de GES, consommation d'énergie, accidentologie accrue et nuisances pour les riverains). Le recyclage a dans ce cas de nombreuses vertus et doit être privilégié, puisqu'il permet de transformer les déblais des uns en remblais des autres.
Dans une logique d'économie circulaire des prestataires spécialisés (Yterres, Hesus, Cabane environnement...), proposent aux maitres d’œuvre de trouver les solutions les plus pertinentes pour évacuer les déblais et les valoriser au mieux.

### Les outils pour le terrassement
Dans la mesure où il s'agit généralement de travailler sur des volumes importants de matériaux, les opérations de terrassement sont fréquemment réalisées à l'aide d'engins de chantier tels que la pelle mécanique ou l'excavatrice.
Dans la catégorie des engins d'extraction fréquemment utilisés en terrassement :
- le bouteur (adapté pour le déplacement de petites masses sur de petites distances : moins de 50 m) plus communément appelé bulldozer
- le chargeur (adaptés au déplacement de petites masses sur de petites distances : 50  à   150 m)
- la pelle mécanique, associés à des engins de transport
- la décapeuse (ou plus souvent appelé motor-scrapper, selon la terminologie anglaise) adaptée pour l'extraction et le transport sur des distances courtes : de 50  à   2 000 m maximum

Pour les engins de transport :
- les tombereaux articulés
- les tombereaux rigides
- les camions routiers

Pour les engins dédiés à la mise en œuvre :
- les compacteurs : vibrant, pneu, à pied dameur, etc.
- les engins d'arrosage : queue de carpe, enfouisseur d'eau, etc.
- les engins de nivellement

Il peut aussi  y avoir des ateliers dédiés spécifiquement à des tâches précises :
- pour l'extraction de roches : les ateliers de minage, les brise-roches hydrauliques (ou BRH)
- pour la réduction granulométrique : les concasseurs (souvent mobiles)
- les ateliers de traitement de sols : épandeurs, malaxeurs.